# 七木奏音
七木 奏音（ななき かのん、1997年2月7日 - ）は、日本の女優、声優、モデル、元アイドル。旧芸名は奏音。3B junior内のユニット・piecees、私立恵比寿中学の元メンバー。
東京都出身。

## 略歴
- 2008年に芸能界入り、同年の『ニコ☆プチ』冬号で誌面に初登場し、デビュー。
- pieceesのメンバーを経て、2009年8月4日、私立恵比寿中学が結成され初期メンバーとなる。出席番号は1番。
- 2010年2月14日、「スタ☆フェスvol.009」にて私立恵比寿中学を転校（脱退）することを発表。私立恵比寿中学から脱退者が出るのは、奏音が初だった。出席番号の1番は瑞季に引き継がれた。
- 2010年6月号のニコ☆プチで、専属モデルを卒業。その後、7月号の『ニコラ』より、専属モデルとして活動開始。
- 2010年7月、『告白』で映画デビュー。
- 2011年1月10日に開催された「3B junior 2011 New Year LIVE 3B juniorのZEROからスタート待ってろサンプラザ!!」から期間限定ユニット・Me☆Starのメンバーとして活動した。
- 2012年1月8日に開催された「3B junior LIVE 2012 3部なでしこ七変化〜飛び出せ！おおよそ40人の天使たち〜の巻」から期間限定ユニット・ふじっこQ.Qのメンバーとして活動した。
- 2012年5月12日、「目指せ東京ドーム!! がんばれ!みにちあ☆ベアーズ」にて、新ユニット・3BJr. Team Redがお披露目された。
- 2013年4月、ニコラ5月号をもって卒業。
- 2013年4月、芸名を「奏音」（かのん）から「七木 奏音」(ななき かのん)に改めることを発表した[1]。
- 2025年4月30日、19年間所属したスターダストプロモーションを退所した[2]。

## 人物
- 特技はダンス、クラシックバレエ、歌、絵を描くこと。趣味は絵描き。
- 好きな歌手はスピッツ。
- 本人曰く性格はマイペースで普通らしいがみんなからは天然・不思議とのこと。
- チャームポイントは体が柔らかいこと。
- 色黒だが本当は白くなりたい。

## 出演

### 雑誌
- ニコ☆プチ（2008年 - 2010年、新潮社） - 専属モデル
- ニコラ（2010年7月号 - 2013年5月号、新潮社） - 専属モデル

### カタログ
- セシール キッズセシール

### テレビ番組
- メガデジ（2009年3月23日 - 4月27日、TBS）
- アイドル×戦士ミラクルちゅーんず! 第25話（2017年9月17日、テレビ東京） - ゲスト出演
- 越路吹雪物語（2018年） - 久慈あさみ 役
- おべんとレター。（2019年6月30日、テレビ朝日）
- 痛快TV スカッとジャパン（2021年4月19日、フジテレビ）
- 大島桜さんのお引越し（2022年1月19日、NHK BS4K、BSプレミアム）-朗読

### 映画
- 告白（2010年6月5日公開）
- 劇場版 私立恵比寿中学「EVERYTHING POINT -Limited Edition-」（2015年11月28日公開）- ナレーション
- 劇場版 私立恵比寿中学「EVERYTHING POINT -Other Edition-」（2018年2月11日公開）- ナレーション
- 眩暈 VERTIGO（2022年12月13日公開）- 語り

### CM
- パナソニック「ブルーレイハードディスクレコーダー　DIGA」（2011年）
- セブン&アイ・ホールディングス（2012年4月26日）
- セブンネットショッピング（2012年）
- みずほ銀行 「銀行の学割」学割なら遠回りしなくていいんです。篇（2017年）
- 明治安田生命
  - 「亜希のちかい」篇（2020年）- ナレーション
  - 「MYリンクコーディーター 新たな役割」篇（2022年）- ナレーション
  - 「ひとに健康を、まちに元気を。」篇（2022年）- ナレーション
  - 「ＭＹリンクコーディネーター 亜希の手紙」篇（2023年）- ナレーション
  - 「ＭＹリンクコーディネーター 亜希の成長」篇（2024年）- ナレーション

### ライブイベント
- 3B Junior LIVE（2007年 - ）
- T☆LOVE COLLECTION
- FACo FUKUOKA ASIA COLLECTION
- JENNY FAX 2012 春夏コレクション

### PV
- Crystal Kay「ONE」
- 吉川晃司「あの夏を忘れない」

### 舞台
- ミュージカル「美少女戦士セーラームーン」 - セーラーマーズ / 火野レイ 役
  - 『美少女戦士セーラームーン -La Reconquista-』（2013年9月13日 - 23日、AiiA Theater Tokyo）
  - 『美少女戦士セーラームーン -Petite Étrangère-』（2014年8月21日 - 31日、AiiA Theater Tokyo / 9月5日 - 7日、シアター・ドラマシティ）
  - 『美少女戦士セーラームーン -Un Nouveau Voyage-』（2015年9月18日 - 27日、AiiA 2.5 Theater Tokyo / 10月2日 - 4日、サンケイホールブリーゼ）
- 梅棒3rd STAGE 【男なら、やってやれ‼︎】東京公演@世田谷パブリックシアター
- 『ロック☆オペラサイケデリックペイン』（2015年4月4日 - 12日、天王洲 銀河劇場 / 4月17日 - 19日、キャナルシティ劇場 / 4月30日 - 5月4日、シアター・ドラマシティ） - ソフィ役
- 残酷歌劇『ライチ☆光クラブ』（2015年12月、AiiA 2.5 Theater Tokyo） - ヒロイン・カノン 役
- ダンガンロンパ THE STAGE〜希望の学園と絶望の高校生〜2016（2016年6月16日 - 26日、Zeppブルーシアター六本木 / 7月1日- 2日、東海市芸術劇場 / 7月7日 - 10日、サンケイホールブリーゼ / 7月14日 - 16日、関内ホール大ホール） - 腐川冬子 役
- ライブ・スペクタクル『NARUTO-ナルト-』〜暁の調べ〜（2017年5月19日 - 8月6日、AiiA 2.5 Theater Tokyo） - 香燐 役
  - ライブ・スペクタクル「NARUTO-ナルト-」〜暁の調べ〜（再演）（2019年10月25 - 11月4日、メルパルクホール大阪 / 11月8日 - 10日、TOKYO DOME CITY HALL / 11月15日 - 12月1日、天王洲 銀河劇場 / 12月6日 - 8日、深圳保利劇院 / 12月14日 - 22日、上海虹橋芸術センター）
  - ライブ・スペクタクル「NARUTO-ナルト-」〜うずまきナルト物語〜（2021年12月4日 - 13日、日本青年館ホール / 12月25日 - 2022年1月2日、メルパルクホール大阪）
  - ライブ・スペクタクル「NARUTO-ナルト-」〜忍の生きる道〜（2023年10月8日 - 11日、KAAT神奈川芸術劇場、10月18日 - 22日、 AiiA 2.5 Theater Kobe、10月28日 - 11月5日、TOKYO DOME CITY HALL）[3]
- ミュージカル「陰陽師」〜平安絵巻〜（日本青年館ホール / 深圳 / 上海 / 北京） - 雪女 役
- 七つの大罪 The STAGE （2018年8月3日 - 12日、天王洲 銀河劇場 / 8月18日 - 20日、シアター・ドラマシティ）- ベロニカ 役
- 少女☆歌劇 レヴュースタァライト -The LIVE- #2 Transition（2018年10月13日 - 21日、天王洲 銀河劇場） - 柳小春 役
  - -The LIVE- #2 revival（2019年7月12日 - 15日、舞浜アンフィシアター）[4]
  - -The LIVE 青嵐- BLUE GLITTER（2020年12月18日 - 27日、天王洲 銀河劇場） - 主演[5]
  - -The LIVE エーデル- Delight（2022年2月18日 - 27日、天王洲 銀河劇場）[6]
  - -The LIVE 青嵐- Baby Blue（2024年9月6日 - 15日、飛行船シアター） - 主演[7]
  - -The MUSICAL- 別れの戦記（2024年11月9日 - 15日、品川プリンスホテル ステラボール）[8]
- 体内活劇「はたらく細胞」（2018年11月16日 - 25日、シアター1010）- 赤血球 役[9]
- プロジェクト東京ドールズ（2019年2月27日 - 3月10日、新宿村LIVE） - マスター 役[10]
  - 舞台「プロジェクト東京ドールズ　THE GARDEN ／ SKY TOWER 同時公演」（2021年2月20日 - 28日、シアター1010）
- ミュージカル『憂国のモリアーティ』（2019年5月10日 - 19日、天王洲 銀河劇場 / 5月25日 - 26日、柏原市民文化会館リビエールホール 大ホール） - ミス・ハドソン 役
  - ミュージカル『憂国のモリアーティ』Op.2 -大英帝国の醜聞-（2020年7月31日 - 8月10日、天王洲 銀河劇場 / 8月14日 - 16日、京都劇場）
  - ミュージカル『憂国のモリアーティ』Op.4 -犯人は二人-（2023年1月27日 - 29日、新歌舞伎座 / 2月2日 - 12日、天王洲 銀河劇場）
  - ミュージカル『憂国のモリアーティ』Op.5 -最後の事件-（2023年8月24日 - 27日、メルパルクホール大阪 / 9月1日 - 10日、天王洲 銀河劇場）
- 「FINAL FANTASY BRAVE EXVIUS」THE MUSICAL（2020年3月12日、新型コロナウィルス感染症流行の影響で一般公演中止。無観客公演のみ配信） - フィーナ 役
- PERSONA5 the stage #2（2020年10月1日 - 4日、KT Zepp Yokohama / 10月17日 - 18日、サンケイホールブリーゼ） - 新島真 役
- 朗読劇「やがて君になる 佐伯沙弥香について」（2020年10月29日 - 11月8日、品川プリンスホテル クラブeX） - 柚木千枝 役[11]
- 少女文學演劇「雨の塔」（2021年3月19日 - 21日、新国立劇場 小劇場） - 小津ひまわり 役
- ロックミュージカル『MARS RED』（2021年6月24日 - 7月1日、天王洲 銀河劇場） - 白瀬葵 / 中島岬 役
- 海の音楽劇『プリンス・オブ・マーメイド』～海からの2000年後のおくりもの～（2021年8月5日 - 8日、こくみん共済coopホール スペース・ゼロ） - ルナ 役
  - 海の音楽劇『プリンス・オブ・マーメイド2022』～海からの2000年後のおくりもの～（2022年8月5日 - 8日、こくみん共済 coop ホール／スペース・ゼロ）[12]
- ミュージカル「ロミオの青い空」（2022年3月31日 - 4月3日、東京建物 Brillia HALL） - ニキータ 役
- ミュージカル「シデレウス」（2022年6月17日 - 30日、自由劇場） - マリア＜ペガスス＞ 役
- ミュージカル「Shuffle！～まぜこぜ図書館『若草三銃士物語』～」（2022年11月11日 - 20日、天王洲 銀河劇場） - メグ 役
- 舞台『私立探偵 濱マイク -我が人生最悪の時-THE MOST TERRIBLE TIME IN MY LIFE』（2022年12月15日 - 18日、サンシャイン劇場 / 12月29日 - 30日、森ノ宮ピロティホール） - 王百蘭 役
  - 舞台『私立探偵 濱マイク-遥かな時代の階段を-』（2025年2月6日 - 11日、サンシャイン劇場 / 2月15日・16日、COOL JAPAN PARK OSAKA TTホール / 2月22日・23日、ウインクあいち） - 王百蘭 役[13]
- 舞台「ヴァニタスの手記」-Encore-（2023年3月10日 - 12日、サンシャイン劇場 ） - ジャンヌ 役
- 舞台「炎炎ノ消防隊 -五つ目の柱-」（2023年3月24日 - 26日、メルパルクホール大阪 / 3月29日 - 4月2日、天王洲 銀河劇場） - 因果 春日谷 役
- 悪童会議 旗揚げ公演「いとしの儚」（2023年7月6日 - 17日、品川ステラボール） - 儚 役
- 舞台「転生したらスライムだった件」(2023年8月3日 - 8月5日、メルパルクホール大阪 / 8月11日 - 14日、日本青年館ホール） - シズ 役
- HIGH CARD the STAGE - CRACK A HAND（2024年1月19日 - 29日、シアター1010） - ウェンディ・サトー 役[14]
- 舞台「みんな出ておいで〜」（2024年3月5日 - 10日、DDD青山クロスシアター）- みな 役[15]
- 舞台「鋼の錬金術師」-それぞれの戦場-（2024年6月8日 - 16日、日本青年館ホール / 6月29日 - 30日、SkyシアターMBS） - マリア・ロス 役[16]
- DisGOONie Presents Vol.14 reading mindfulness『chill moratorium』チルモラトリアム（2024年9月19日・20日、シアターH）[17]
- 「進撃の巨人」-the Musical-（2024年12月13日 - 22日、TOKYO DOME CITY HALL / 2025年1月11日 - 13日、オリックス劇場） - ミカサ・アッカーマン 役[18]
- 悪童会議 第三回公演「見よ、飛行機の高く飛べるを」（2025年5月21日 - 25日、こくみん共済 coop ホール／スペース・ゼロ） - 光島延ぶ 役[19]
- 舞台「魔法使いの約束」きみに花を、空に魔法を 前編（2025年9月6日 - 23日〈予定〉、天王洲 銀河劇場 / 9月28日 - 10月5日〈予定〉、東京建物 Brillia HALL 箕面 大ホール） - オーレオリン 役[20]

### オリジナルビデオ
- ドーリィ♪カノン（2013年、白倉伶美）

### テレビアニメ
- D4DJ All Mix（2023年、新島衣舞紀）[21]

### ゲーム
- 少女☆歌劇 レヴュースタァライト -Re LIVE-（2020年 - 、柳小春）[22]
- D4DJ Groovy Mix（2022年 - 、新島衣舞紀〈2代目〉）[23]

### パチンコ・パチスロ
- L D4DJ Pachi-Slot Mix（2024年、新島衣舞紀[24]）

## ディスコグラフィ

### キャラクターソング
| 発売日   | 商品名                                 | 歌 | 楽曲 | 備考                                                                      |
| 2020年   | 2020年                                 | 2020年 | 2020年 | 2020年                                                                    |
| -------- | -------------------------------------- | --- | --- | ------------------------------------------------------------------------- |
| 12月9日  | BLUE ANTHEM                            | 青嵐総合芸術院 | 「BLUE ANTHEM」 | 舞台『少女☆歌劇 レヴュースタァライト -The LIVE 青嵐- BLUE GLITTER』主題歌 |
| 2022年   |                                        | | |                                                                           |
| 4月20日  | Delight to me！【Delight ver.】        | シークフェルト音楽学院、青嵐総合芸術院、西條クロディーヌ（相羽あいな）、夢大路文（倉知玲鳳）、胡蝶静羽（佐々木未来）                                                                                         | 「Everlasting Show to the SHOW！」 | 舞台『少女☆歌劇 レヴュースタァライト -The LIVE エーデル- Delight』関連曲  |
| 2023年   |                                        | | |                                                                           |
| 3月15日  | Around and Around                      | Photon Maiden | 「4 many colors」 | テレビアニメ『D4DJ All Mix』挿入歌                                        |
| 8月16日  | Photon Tale                            | Photon Maiden | 「Photon Tale」 「Collector」 | 『D4DJ』関連曲                                                            |
| 12月11日 | Discover Universe（ver. 2023）         | Photon Maiden | 「Discover Universe（ver. 2023） | 『D4DJ』関連曲                                                            |
| 12月20日 | D4DJ EXCLUSIVE TRACKS                  | Photon Maiden | 「暁（ver. 2023）」 | テレビアニメ『D4DJ First Mix』関連曲                                      |
| 12月20日 | D4DJ EXCLUSIVE TRACKS                  | Photon Maiden×Lyrical Lily | 「妙なる星と」 | テレビアニメ『D4DJ All Mix』挿入歌                                        |
| 12月20日 | D4DJ EXCLUSIVE TRACKS                  | D4DJ ALL STARS | 「LOVE!HUG!GROOVY!! +nova」 | ゲーム『D4DJ Groovy Mix』関連曲                                           |
| 12月20日 | D4DJ EXCLUSIVE TRACKS                  | Photon Maiden | 「Photon Tale（DJ WILDPARTY Remix）」 | ゲーム『D4DJ Groovy Mix』関連曲                                           |
| 12月31日 | A lot of life（ver. 2023）             | Photon Maiden | 「A lot of life（ver. 2023）」 | 『D4DJ』関連曲                                                            |
| 12月31日 | G.A.M.E.（ver. 2023）                  | Photon Maiden | 「G.A.M.E.（ver. 2023）」 | 『D4DJ』関連曲                                                            |
| 2024年   |                                        | | |                                                                           |
| 3月27日  | FriendShip                             | Photon Maiden | 「FriendShip」 「チョコレイト・プロジェクト」 | ゲーム『D4DJ Groovy Mix』関連曲                                           |
| 4月24日  | D4DJ Groovy Mix カバートラックス vol.9 | Photon Maiden | 「irony」 「GETCHA!（Cover ver. 2023）」 | ゲーム『D4DJ Groovy Mix』関連曲                                           |
| 5月22日  | D4DJ XROSS∞BEAT                        | Peaky P-key×Photon Maiden | 「Eight Tones」 | ゲーム『D4DJ Groovy Mix』関連曲                                           |
| 5月22日  | D4DJ XROSS∞BEAT                        | Photon Maiden×燐舞曲 | 「灰燼のアシェンプテル」 | ゲーム『D4DJ Groovy Mix』関連曲                                           |
| 8月14日  | Triumphal                              | Doki Dokiss | 「Choose me Choose love」 「Doki Dokiss」 | ゲーム『D4DJ Groovy Mix』関連曲                                           |
| 8月14日  | Triumphal                              | 笹子・ジェニファー・由香（小泉萌香）、新島衣舞紀（七木奏音）、日高さおり（葉月ひまり）、松山ダリア（根岸愛）                                                                                                 | 「お願いマッスル」 | ゲーム『D4DJ Groovy Mix』関連曲                                           |
| 11月9日  | 別れの戦記/Baby Blue                   | 天堂真矢（富田麻帆）、花柳香子（伊藤彩沙）、愛城華恋（小山百代）、露崎まひる（岩田陽葵）、大場なな（小泉萌香）、石動双葉（生田輝）、柳小春（七木奏音）、西條クロディーヌ（相羽あいな）、星見純那（佐藤日向） | 「別れの戦記」 | 舞台『少女☆歌劇 レヴュースタァライト -The MUSICAL- 別れの戦記』主題歌     |
| 11月9日  | 別れの戦記/Baby Blue                   | 青嵐総合芸術院 | 「Baby Blue」 | 舞台『少女☆歌劇 レヴュースタァライト -The LIVE 青嵐- Baby Blue』主題歌    |
| 2025年   |                                        | | |                                                                           |
| 2月5日   | 4 un Voyage                            | Photon Maiden | 「4 Challenges（ver. 2023）」 「We never stop（ver. 2023）」 「光（ver. 2024）」 「暁（fruits mix） ver. 2024」 「OVERCOME（ver. 2023）」 「Linked Ring（ver. 2023）」 「24（ver. 2024）」 「Into the storm（ver. 2024）」 「Be with the world（ver. 2023）」 「Photon Melodies（ver. 2023）」 「Begin Again」 「Photon Melodies（TAKU INOUE Remix） ver. 2025」 | ゲーム『D4DJ Groovy Mix』関連曲                                           |
| 2月5日   | 4 un Voyage                            | 新島衣舞紀（七木奏音） | 「Dear My Friend」 | ゲーム『D4DJ Groovy Mix』関連曲                                           |
| 3月5日   | SUPERSTAR                              | Happy Around!・Peaky P-key・Photon Maiden・Merm4id・燐舞曲・Lyrical Lily・UniChØrd | 「SUPERSTAR」 | ゲーム『D4DJ Groovy Mix』関連曲                                           |